# CFL Cargo
CFL Cargo Danmark (indtil 31.12.2006 Dansk Jernbane Aps) er en mindre jernbaneoperatør med sikkerhedscertifikat (udstedt 24. januar 2005) til at drive godstrafik på Banedanmarks spor vest for Storebælt. Certifikatet er senere udvidet så det omfatter hele Danmark. Det er dansk søsterselskab til det tyske Norddeutsche Eisenbahngesellschaft Niebüll GmbH. Begge selskaber ejes af De Luxemburgske Statsbaner (CFL – Chemins de Fer Luxembourgeois).
Dansk Jernbane anvender især lokomotiver, der tidligere har tilhørt Traxion.